# 童宗颜
童宗颜，四川新津人，清朝政治人物。
嘉慶十四年（1809年）己巳恩科進士。道光十五年（1835年）接替许原清任福建漳州府知府一职，道光十七年(1837年)由王衍庆接任。